# Telemach Wiesinger
Telemach Wiesinger (* 1968 in Bielefeld als Stephen Telemach Wiesinger) ist ein deutscher Filmemacher und Lichtbildner, sein Werk besteht hauptsächlich aus analogen 16-mm-Filmpoems und Photographien in schwarz-weiß.

## Leben und Werk
Telemach Wiesinger wuchs als Sohn des Graphikers/Künstlers Michael Wiesinger (1942–2015) und der Künstlerin Barbara Müller-Wiesinger (* 1939) in Freiburg im Breisgau auf.
Wiesinger absolvierte ein Kunsthochschulstudium an der Kunsthochschule Kassel in „Visueller Kommunikation“ und erhielt seinen Diplomabschluss Master of Arts 1995 mit summa cum laude. Seit 2002 hat er ein Atelier für Kinematographie und Photographie in Riegel am Kaiserstuhl.
(Gast-)Dozenturen und Lehrtätigkeiten erfolgten seit 2006 u. a. an der University of Wisconsin, der Akademie für Kommunikation in Freiburg, der ENSCI Les Ateliers in Paris, dem Institut of Art & Design in Milwaukee, der University of Wales Aberystwyth, der Evangelischen Hochschule Freiburg, dem L’Institut National des Beaux-Arts in Tétouan, der Akademie Schloss Rotenfels, der Escuela de Arte Granada, der Pädagogischen Hochschule Freiburg, der ZHdK, der Hochschule für Gestaltung und Kunst in Basel, der University of the Aegean Lesvos und der University of Illinois at Chicago.

## 16-mm-Filme (Auswahl)
- 2004: Meer, mit Wolfgang Lehmann, Musik: M. Mochizuki, 15 Min
- 2004: Der Klang des Meeres, mit Wolfgang Lehmann, stumm, 15 Min
- 2007: Landed, RE-Edition, Sound: Telemach Wiesinger, 35 Min
- 2007: 3x1, Musik: Tobias Schwab, 10 Min
- 2008: Passage, Musik: Tobias Schwab, 30 Min
- 2008: Passage…s, stumm, 30 Min
- 2011: Die Ankunft eines Zuges, Musik: Andreas Gogol, 3 Min
- 2011: Motor, Musik: Andreas Gogol, 20 Min
- 2012: Europa, Musik: Andreas Gogol, 20 Min
- 2013: ”10”, Musik: Cornelius Schwehr, 65 Min
- 2015/1992: Patent No. DE 1037274 B, Musik: A. Gogol, 13 Min
- 2015: Kaleidoscope, Musik: Alexander Grebtschenko u. a., 82 Min
- 2017: Transformation, Musik: Alexander Grebtschenko, 12 Min
- 2018: Abracadabra, Sound: Manu Mühl, 2 Min* 2020: RONDO, stumm, 7 Min
- 2020: Signal, stumm, 10 Min
- 2020: Rondo, stumm: 8 Min
- 2021: 1:1, Musik: Alexander Grebtschenko, 30 Min[2]
- 2022: Von hier Musik: Martin Bergande, 25 Minuten
- 2022: Turbulence, Musik: Alexander Grebtschenko, 15 Min
- 2023: Kyklop: Alexander Grebtschenko, 15 Min
- 2023: Transit, Soundtrack: Telemach Wiesinger, 20 Min
- 2024: 12 Asterisci, Soundtrack: Telemach Wiesinger, 60 Min

## Ausstellungen (Auswahl)
- Contemporary Art Center Athens
- Centre d’Art contemporain Nîmes
- Kunstpalast Lemberg
- Takashimaya Matsuyama
- Photographic Society Lesvos
- Skovegaard Museet Viborg, Smokebrush Gallery Colorado Springs
- Museum für Moderne Kunst Rupertinum Salzburg
- Eté Photographique de Lectoure
- Hallen für Kunst E-Werk Freiburg
- Akademie Schloss Rotenfels
- Deutsches Uhrenmuseum Furtwangen
- Escuela de Arte Granada
- Kunstverein Bahlingen a.K., GEDOK Galerie Stuttgart
- Guildford House Gallery
- University of Surrey Guildford
- SWR Funkhaus Freiburg
- Universidad de Granada
- d.a. i. Deutsch-Amerikanisches Institut Tübingen

## Preise und Auszeichnungen (Auswahl)
Film:
- „Best Experimental Abstraction“ Winner Experimental Brasil Film Festival 2024 für 1:1[3]
- „Eisenstein Award - Best Experimental“ Blow-Up Arthouse Filmfest, Chicago USA 2023 für TURBULENCE
- „MÁXIMOS GALARDONES: LA LUPA Y EL IMÁN“ CATEGORÍA VIII Festival Cinemistica Granada 2022 für 1:1[4]
- „Best Short Experimental“ Malta Film Festival 2022 für 1:1
- „Best experimental short film“ 7th Bayamón International Film Festival / Puerto Rico 2022 für 1:1
- „Bester Experimentalfilm“ Nominiert für den „Preis der Deutschen Filmkritik 2021“ für 1:1[5]
- „Prädikat: besonders wertvoll“ Deutsche Film- und Medienbewertung (FBW) Wiesbaden für 1:1[6]
- „Experimental Feature Award“ 6th Inca Imperial International Film Festival Lima Peru 2021 für KALEIDOSCOPE
- „Best Experimental Film“ / Hong Kong Arthouse Film Festival für Langfilm KALEIDOSCOPE
- „Special Jury Award - Outstanding Arthouse Film“ / BLOW UP ARTHOUSE FILM FESTIVAL CHICAGO für den Langfilm KALEIDOSCOPE
- „Team Work Award“ - Marli-Hoppe-Kunststiftung & International Film Festival for Expanded Media, Stuttgart mit Andreas Gogol (Sound) für die Liveperformance LANDED TAKES & SOUND TIMES
- Premio della Critica Italiana SNCCI 2025[7] (Preis der Filmkritik) für "12 ASTERISCI"

Photographie:
- PRIX SPECIAL Photographies Magazines 1996 / AGFA, Paris
- BFF (Berufsverband Freischaffender Fotodesigner) / Kodak Förderpreis für die beste Diplomabschlussarbeit